# Elwesia pallida
Elwesia pallida är en fjärilsart som beskrevs av W. Warren 1911. Elwesia pallida ingår i släktet Elwesia och familjen nattflyn. Inga underarter finns listade i Catalogue of Life.